# Corazón confidente
«Corazón confidente» es una canción interpretada por la agrupación femenina mexicana Jeans, incluida en su cuarto álbum de estudio Cuarto para las cuatro (2001). La canción fue lanzada como el segundo sencillo del disco a través de Sony BMG en junio del año 2001.

## Promoción
La canción también formó parte de los 90's Pop Tour junto con otros éxitos más de la banda y de otros artistas y grupos musicales que marcaron esta década.

## Vídeo musical
Se muestra primeramente a una chica llegando a una alfombra roja de un bar y después a todos los integrantes están dentro de dicho bar con un montón de músicos y gente bailando u cantando con ellos la canción.

## Posicionamiento en listas
| Lista (2001)   | Posición |
| -------------- | -------- |
| México Top 100 | 99       |